# Efecto techo (estadística)
El "efecto techo" es un tipo de efecto de atenuación de escala;  el otro efecto de atenuación de escala es el "efecto suelo". El efecto techo se observa cuando una variable independiente ya no tiene efecto sobre una variable dependiente, o el nivel por encima del cual la varianza en una variable independiente ya no es mensurable.  La aplicación concreta varía ligeramente al diferenciar dos áreas de uso de este término: farmacológica o estadística. Un ejemplo de uso en el primer ámbito, el efecto techo en el tratamiento, es el alivio del dolor mediante algunos tipos de analgésicos, que por encima de una determinada dosis no tienen ningún efecto adicional sobre el dolor (ver también: efecto techo en farmacología). Un ejemplo de uso en la segunda área, un efecto techo en la recopilación de datos, es una encuesta que agrupa a todos los encuestados en categorías de ingresos, sin distinguir los ingresos de los encuestados por encima del nivel más alto medido en el instrumento de la encuesta. El nivel de ingreso máximo que se puede informar crea un "techo" que resulta en inexactitud en la medición, ya que el rango de la variable dependiente no incluye los valores reales por encima de ese punto. El efecto techo puede ocurrir en cualquier momento en que una medida involucre un rango establecido en el que una distribución normal predice múltiples puntajes iguales o superiores al valor máximo de la variable dependiente.

## Recopilación de datos
Un efecto techo en la recopilación de datos, cuando la varianza de una variable dependiente no se mide o estima por encima de un cierto nivel, es un problema práctico que se encuentra comúnmente en la recopilación de datos en muchas disciplinas científicas. Este efecto suele ser el resultado de limitaciones en los instrumentos de recopilación de datos. Cuando se produce un efecto techo en la recopilación de datos, hay un conjunto de puntuaciones en el nivel superior reportadas por un instrumento.

### Restricciones del sesgo de respuesta
El sesgo de respuesta ocurre comúnmente en investigaciones sobre temas que pueden tener bases éticas o que generalmente se perciben como con connotaciones negativas.  Es posible que los participantes no respondan adecuadamente a una medida en función de si creen que la respuesta precisa se ve negativamente. Una encuesta de población sobre las variables del estilo de vida que influyen en los resultados de salud podría incluir una pregunta sobre los hábitos de fumar. Para protegerse contra la posibilidad de que un encuestado que es un gran fumador se niegue a dar una respuesta precisa sobre el tabaquismo, el nivel más alto de tabaquismo sobre el que se pregunta en el instrumento de la encuesta podría ser "dos paquetes al día o más". Esto da como resultado un efecto techo en el que las personas que fuman tres paquetes o más al día no se distinguen de las personas que fuman exactamente dos paquetes. De manera similar, una encuesta de población sobre ingresos podría tener un nivel de respuesta más alto de "100.000 dólares por año o más", en lugar de incluir rangos de ingresos más altos, ya que los encuestados podrían negarse a responder si las preguntas de la encuesta identifican sus ingresos de manera demasiado específica. Esto también da como resultado un efecto techo, que no distingue a las personas que tienen un ingreso de 500.000 dólares al año o más de aquellas cuyos ingresos son exactamente 100.000 dólares al año. El papel del sesgo de respuesta en la generación de efectos techo se ve claramente a través del ejemplo de los encuestados que creen que la respuesta deseable es el valor máximo reportable, lo que resulta en una agrupación de puntos de datos. El intento de prevenir el sesgo de respuesta, en el caso de la encuesta sobre el hábito de fumar, conduce a efectos techo a través del diseño básico de la medida.

### Restricciones de gama de instrumentos
La gama de datos que puede recopilar un instrumento en particular puede verse limitada por límites inherentes al diseño del instrumento. A menudo, el diseño de un instrumento particular implica compensaciones entre los efectos techo y los efectos suelo. Si una variable dependiente medida en una escala nominal no tiene categorías de respuesta que cubran adecuadamente el extremo superior de la distribución de la muestra, la respuesta de valor máximo tendrá que incluir todos los valores por encima del final de la escala. Esto dará como resultado un efecto techo debido a la agrupación de los encuestados en una única categoría máxima, lo que impide una representación precisa de la desviación más allá de ese punto. Este problema ocurre en muchos tipos de encuestas que utilizan respuestas predeterminadas entre corchetes. Cuando muchos sujetos tienen puntuaciones en una variable en el límite superior de lo que informa un instrumento, el análisis de datos proporciona información inexacta porque alguna variación real en los datos no se refleja en las puntuaciones obtenidas de ese instrumento.
Se dice que ocurre un efecto techo cuando una alta proporción de sujetos en un estudio tienen puntuaciones máximas en la variable observada. Esto hace imposible la discriminación entre sujetos que se encuentran en el extremo superior de la escala. Por ejemplo, un examen puede llevar a que, digamos, el 50% de los estudiantes obtengan una puntuación del 100%. Si bien un documento de este tipo puede servir como una prueba de umbral útil, no permite clasificar a los que obtienen mejores resultados. Por esta razón, el examen de los resultados de las pruebas para detectar un posible efecto techo y, a la inversa, el efecto suelo, suele formar parte de la validación de instrumentos como los que se utilizan para medir la calidad de vida.
En tal caso, el efecto techo impide que el instrumento registre una medición o estimación superior a algún límite no relacionado con el fenómeno que se observa, sino con el diseño del instrumento. Un ejemplo burdo sería medir la altura de los árboles con una regla de sólo 20 metros de longitud, si, basándose en otras pruebas, es evidente que hay árboles que miden mucho más de 20 metros. Usar la regla de 20 metros como único medio para medir árboles impondría un límite a la recopilación de datos sobre la altura de los árboles. Tanto los efectos techo como los efectos suelo limitan el rango de datos reportados por el instrumento, reduciendo la variabilidad en los datos recopilados. La variabilidad limitada en los datos recopilados sobre una variable puede reducir el poder de las estadísticas sobre las correlaciones entre esa variable y otra variable.

#### Pruebas de admisión a la universidad
En los diversos países que utilizan pruebas de admisión como elemento principal o elemento importante para determinar la elegibilidad para estudios universitarios, los datos recopilados se relacionan con los diferentes niveles de desempeño de los solicitantes en las pruebas. Cuando una prueba de admisión a la universidad tiene una puntuación máxima posible que se puede alcanzar sin un desempeño perfecto en el contenido de los ítems de la prueba, la escala de puntuación de la prueba tiene un efecto techo. Además, si el contenido de los ítems de la prueba es fácil para muchos examinados, es posible que la prueba no refleje diferencias reales en el desempeño (como se detectaría con otros instrumentos) entre los examinados en el extremo superior del rango de desempeño de la prueba. Las pruebas de matemáticas utilizadas para la admisión a la universidad en Estados Unidos y pruebas similares utilizadas para la admisión a la universidad en Gran Bretaña ilustran ambos fenómenos.

#### Psicología cognitiva
En psicología cognitiva, los procesos mentales como la resolución de problemas y la memorización se estudian experimentalmente mediante el uso de definiciones operativas que permiten mediciones claras. Una medida común de interés es el tiempo necesario para responder a un estímulo determinado. Al estudiar esta variable, un techo puede ser el número más bajo posible (la menor cantidad de milisegundos para una respuesta), en lugar del valor más alto, como es la interpretación habitual de "techo". En los estudios de tiempo de respuesta, puede parecer que se había producido un límite en las mediciones debido a una aparente agrupación en torno a una cantidad de tiempo mínima (como el tiempo más rápido registrado en un experimento).  Sin embargo, esta agrupación podría representar en realidad un límite fisiológico natural del tiempo de respuesta, en lugar de un artefacto de la sensibilidad del cronómetro (que por supuesto sería un efecto techo). Un estudio estadístico más detallado y el juicio científico pueden resolver si las observaciones se deben a un límite máximo o si son la verdad del asunto.

### Validez de las restricciones del instrumento
Algunos autores sobre educación para superdotados escriben sobre los efectos techo en las pruebas de coeficiente intelectual que tienen consecuencias negativas para los individuos. Esos autores a veces afirman que esos límites producen una subestimación sistemática del coeficiente intelectual de las personas intelectualmente dotadas. En este caso, es necesario distinguir cuidadosamente dos formas diferentes en que se utiliza el término "techo" en los escritos sobre pruebas de coeficiente intelectual.
| Alumno  | KABC-II | WISC-III | WJ-III |
| ------- | ------- | -------- | ------ |
| Asher   | 90      | 95       | 111    |
| Brianna | 125     | 110      | 105    |
| Colin   | 100     | 93       | 101    |
| Danica  | 116     | 127      | 118    |
| Elpha   | 93      | 105      | 93     |
| Fritz   | 106     | 105      | 105    |
| Georgi  | 95      | 100      | 90     |
| Hector  | 112     | 113      | 103    |
| Imelda  | 104     | 96       | 97     |
| Jose    | 101     | 99       | 86     |
| Keoku   | 81      | 78       | 75     |
| Leo     | 116     | 124      | 102    |

Los límites máximos de las subpruebas de CI están impuestos por sus rangos de ítems progresivamente más difíciles. Una prueba de coeficiente intelectual con una amplia gama de preguntas cada vez más difíciles tendrá un límite más alto que una con una gama estrecha y pocos ítems difíciles. Los efectos techo resultan en una incapacidad, en primer lugar, para distinguir entre los superdotados (ya sean moderadamente superdotados, profundamente superdotados, etc.) y, en segundo lugar, dan lugar a la clasificación errónea de algunas personas superdotadas como por encima del promedio, pero no superdotadas.
Supongamos que una prueba de coeficiente intelectual tiene tres subpruebas: vocabulario, aritmética y analogías de imágenes. Las puntuaciones de cada una de las subpruebas se normalizan (ver puntuación estándar) y luego se suman para producir una puntuación compuesta de CI. Ahora supongamos que Joe obtiene la puntuación máxima de 20 en el examen de aritmética, pero obtiene 10 sobre 20 en los exámenes de vocabulario y analogías. ¿Es justo decir que la puntuación total de Joe de 20+10+10, o 40, representa su habilidad total? La respuesta es no, porque Joe obtuvo la puntuación máxima posible de 20 en el examen de aritmética. Si la prueba de aritmética hubiera incluido elementos adicionales y más difíciles, Joe podría haber obtenido 30 puntos en esa subprueba, lo que habría producido una puntuación "verdadera" de 30+10+10 o 50. Compare el desempeño de Joe con el de Jim, quien obtuvo una puntuación de 15+15+15 = 45, sin toparse con ningún límite máximo en las subpruebas. En la formulación original de la prueba, Jim obtuvo mejores resultados que Joe (45 versus 40), mientras que es Joe quien en realidad debería haber obtenido la puntuación de inteligencia "total" más alta que Jim (puntuación de 50 para Joe versus 45 para Jim) usando una Prueba reformulada que incluye elementos aritméticos más difíciles.
Los escritos sobre educación para superdotados plantean dos razones para suponer que algunas puntuaciones de CI son subestimaciones de la inteligencia de un examinado:
1. tienden a realizar todas las subpruebas mejor que las personas con menos talento;
2. tienden a obtener resultados mucho mejores en algunas subpruebas que en otras, lo que aumenta la variabilidad entre subpruebas y la posibilidad de encontrar un límite máximo.

### Análisis estadístico
Los efectos de techo en la medición comprometen la verdad y la comprensión científicas a través de una serie de aberraciones estadísticas relacionadas.
En primer lugar, los límites limitan la capacidad de los investigadores para determinar la tendencia central de los datos. Cuando un efecto techo se relaciona con datos recopilados sobre una variable dependiente, no reconocer ese efecto techo puede "llevar a la conclusión errónea de que la variable independiente no tiene ningún efecto".  Por razones matemáticas que van más allá del alcance de este artículo (ver análisis de varianza), esta varianza inhibida reduce la sensibilidad de los experimentos científicos diseñados para determinar si el promedio de un grupo es significativamente diferente del promedio de otro grupo. Por ejemplo, un tratamiento administrado a un grupo puede producir un efecto, pero el efecto puede escapar a la detección porque la media del grupo tratado no será lo suficientemente diferente de la media del grupo no tratado.
Por lo tanto, "los efectos del techo son un complejo de cuestiones y su evitación es una cuestión de evaluación cuidadosa de una variedad de cuestiones". 

### Prevención
Debido a que los efectos techo impiden la interpretación precisa de los datos, es importante intentar evitar que ocurran o utilizar la presencia de los efectos para ajustar el instrumento y los procedimientos que se utilizaron. Los investigadores pueden intentar evitar que se produzcan efectos techo utilizando varios métodos. El primero de ellos es elegir una medida previamente validada mediante la revisión de investigaciones anteriores. Si no existen medidas validadas, se podrán realizar pruebas piloto utilizando los métodos propuestos. Las pruebas piloto, o la realización de un experimento piloto, implican una prueba a pequeña escala de instrumentos y procedimientos antes del experimento real, lo que permite reconocer que se deben realizar ajustes para la recopilación de datos más eficiente y precisa. Si los investigadores utilizan un diseño que no ha sido validado previamente, se puede utilizar una combinación de encuestas, que incluyan la propuesta originalmente y otra respaldada por literatura anterior, para evaluar la presencia de efectos techo.  Si alguna investigación, especialmente el estudio piloto, muestra un efecto techo, se deben hacer esfuerzos para ajustar el instrumento para que el efecto pueda mitigarse y se pueda realizar una investigación informativa. 

## Otras lecturas
- «Ceiling Effect», Encyclopedia of Research Design, 2010, ISBN 9781412961271, doi:10.4135/9781412961288.n44.

- Datos: Q1181915